# Pradera inundada del Zambeze
La sabana o pradera inundada del Zambeze es una ecorregión de la ecozona afrotropical, definida por WWF, formada por varios humedales dispersos por África austral.

## Descripción

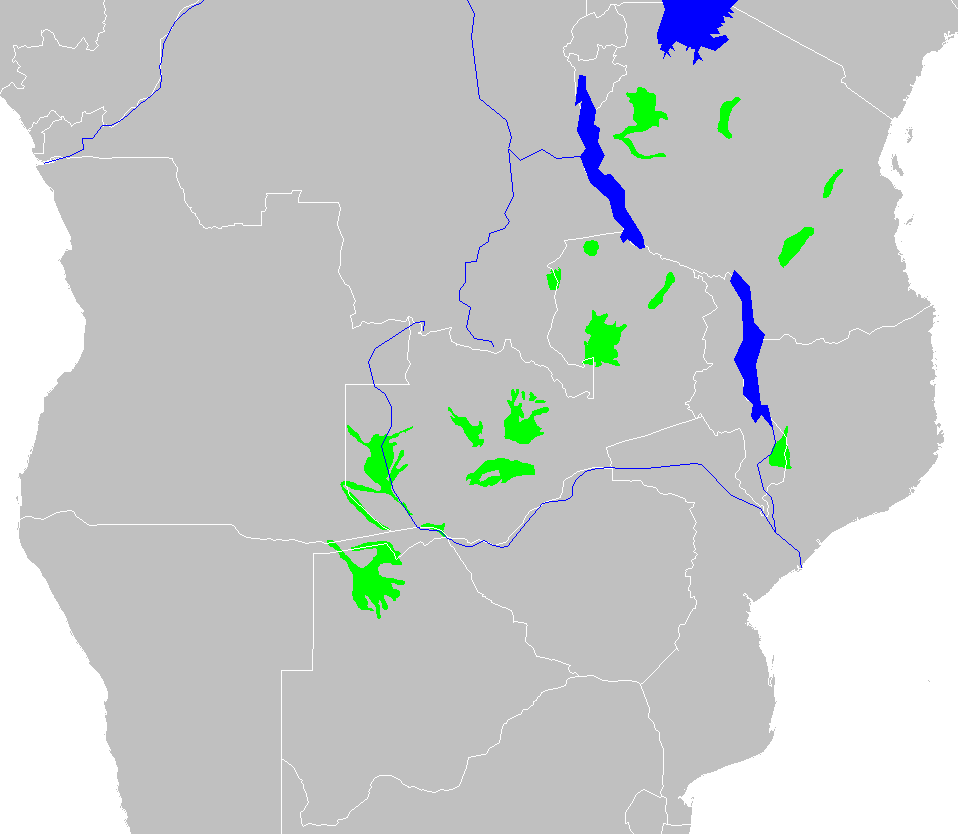
Mapa de los pastizales inundados del Zambeze

Es una ecorregión de sabana inundada que ocupa 153.500 kilómetros cuadrados en varios enclaves que se extienden desde el norte de Botsuana, pasando por el extremo oriental de Namibia, el sureste de Angola y de la República Democrática del Congo, Zambia, el sur de Malaui y el este de Mozambique, hasta el centro de Tanzania; en la cuenca del Zambeze y otros ríos cercanos.
Los principales humedales incluidos en esta ecorregión son:
- En Botsuana:
  - Delta del Okavango
- En Malawi:
  - Lago Chilwa
- En Tanzania:
  - Valle del Kilombero
  - Sistema del Moyowosi-Malagarasi
  - Río Ugalla
  - Río Wembere
- En Zambia:
  - Llanura de Bulozi, en el curso superior del Zambeze
  - Llanura de Kafue
  - Pantano de Busanga
  - Pantano de Lukanga
  - Lago Moero
  - Lago Moero Wantipa
  - Curso superior del Chambezi
  - Lago Bangüelo

## Flora
Está formado principalmente por pasto largo, grande, y delgado.

## Estado de conservación
Relativamente estable/intacto.